# 丹波口站
丹波口站（日语：／ Tanbaguchi eki */?）是位於京都府京都市下京區中堂寺南町，由西日本旅客鐵道（JR西日本）管轄的鐵道車站。
車站位於過去平安京的朱雀大路遺跡與五條通的交界，而車站名字則是來自京之七口之一的「丹波口」。

## 車站構造
丹波口是一個配置有一座島式月台與2條乘車線的高架車站，可以同時停靠上行及下行列車，站內只有一處剪票口。隸屬於JR西日本京都支社的本站由龜岡管理，是委託由JR西日本的子公司JR西日本交通服務（ジェイアール西日本交通サービス）代為營運的業務委託車站，站內的售票窗口在深夜至清晨之間停止營業。
站內可通用包括ICOCA、Suica及PiTaPa在內的幾款智慧卡。
在剪票口的地方，還殘留著舊式的「翻頁式列車指示板」，當轉動時亦可以窺探到從前使用山陰本線的長距離列車的車名，但在2008年2月已經被電子資訊板所取代。

### 月台配置
| 月台 | 路線     | 方向 | 目的地                   |
| ---- | -------- | ---- | ------------------------ |
| 1    | 嵯峨野線 | 上行 | 往京都方向               |
| 2    | 嵯峨野線 | 下行 | 往龜岡、園部、福知山方向 |

## 使用情況
1日平均上車人次如下表。
| 年度   | 1日平均 上車人次 |
| ------ | ---------------- |
| 1999年 | 4,395            |
| 2000年 | 4,345            |
| 2001年 | 4,326            |
| 2002年 | 4,296            |
| 2003年 | 4,419            |
| 2004年 | 4,647            |
| 2005年 | 4,759            |
| 2006年 | 4,863            |
| 2007年 | 4,840            |
| 2008年 | 4,797            |
| 2009年 | 4,879            |
| 2010年 | 5,044            |
| 2011年 | 5,189            |
| 2012年 | 5,912            |
| 2013年 | 6,049            |
| 2014年 | 6,151            |
| 2015年 | 6,363            |
| 2016年 | 6,584            |
| 2017年 | 6,907            |
| 2018年 | 7,170            |

### 各年度1日平均上車人次（1900年代—1940年代）
各年度1日平均上車人次如下表。
| 年度                | 1日平均 上車人次 |
| ------------------- | ---------------- |
| 1907年（明治40年）  | 167              |
| 1908年（明治41年）  | 173              |
| 1909年（明治42年）  | 183              |
| 1910年（明治43年）  | 199              |
| 1911年（明治44年）  | 192              |
| 1912年（大正 元年） | 163              |
| 1913年（大正02年）  | 93               |
| 1914年（大正03年）  | 87               |
| 1915年（大正04年）  | 71               |
| 1916年（大正05年）  | 77               |
| 1917年（大正06年）  | 89               |
| 1918年（大正07年）  | 89               |
| 1919年（大正08年）  | 95               |
| 1920年（大正09年）  | 111              |
| 1921年（大正10年）  | 131              |
| 1922年（大正11年）  | 126              |
| 1923年（大正12年）  | 166              |
| 1924年（大正13年）  | 196              |
| 1925年（大正14年）  | 225              |
| 1926年（昭和 元年） | 252              |
| 1927年（昭和02年）  | 366              |
| 1928年（昭和03年）  | 348              |
| 1929年（昭和04年）  | 508              |
| 1930年（昭和05年）  | 336              |
| 1931年（昭和06年）  | 160              |
| 1932年（昭和07年）  | 311              |
| 1933年（昭和08年）  | 526              |
| 1934年（昭和09年）  | 657              |
| 1935年（昭和10年）  | 732              |
| 1936年（昭和11年）  | 758              |
| 1937年（昭和12年）  | 837              |
| 1938年（昭和13年）  | 812              |
| 1939年（昭和14年）  | 235              |
| 1940年（昭和15年）  | 995              |
| 1941年（昭和16年）  | 1,023            |

## 車站周邊
- 京都市中央批發市場第一市場（京都市中央卸売市場第一市場，暱稱「京朱雀市場」）
- 京都研究公園
- 島原遊郭遺跡
- 超級松本五條店
- 五條通（國道9號）
- 千本通

另外，京都鐵道博物館（原 梅小路蒸氣火車博物館）雖然與此車站距離最接近，但實際上仍有一定距離，步行距離約800公尺。為便利遊客前往，JR西日本已決定增設車站，2018年7月20日定名為梅小路京都西車站，於2019年3月16日完工啟用。

### 巴士站
- 京都研究公園前
公車站不是在車站前，而是要從車站沿著五條通往西行走約2分鐘。
  - 京都市營公車
    - 32系統：（途經平安神宮）往銀閣寺／（途徑西京極）往京都外文大學前
    - 43系統：往四條烏丸／往久世橋東詰
    - 73系統：往京都車站／（途徑西京極）往洛西公車總站
    - 75系統：（途徑堀川五條）往京都車站／（途經雙丘）往映畫村、山越
    - 80系統：（途經五條通）祇園、往四條河原町／（途經西京極）往京都外文大學前

  - 京阪京都交通
    - 21系統：往京都車站前／（途經新林中心、峰ケ堂町）往桂坂中央
    - 27系統：往京都車站前／（途經國道沓掛、西桂坂）往桂坂中央
- 五條千本
與上面所提及的「京都研究公園前」為同一地方。
  - 京都公車

## 历史
- 1897年（明治30年）4月27日 作為京都鐵道的車站開始營業。
- 1907年（明治40年）8月1日 因為國有化的關係成為國有鐵道的車站。
- 1918年（大正7年）9月10日 東海道本線貨物支線開通。
- 1927年（昭和2年）12月1日 往京都市中央卸賣市場的専用線開通。
- 1976年（昭和51年）3月16日 高架車站化並移往原車站北方500米處。而貨物運送業務則由新設的京都市場車站繼續進行。
- 1984年（昭和59年）2月1日 京都市場車站廢止。
- 1987年（昭和62年）4月1日 因為國鐵分割民營化的關係成為JR西日本的車站。

## 相鄰車站
西日本旅客鐵道
 嵯峨野線（山陰本線）
■快速
通過
■普通
梅小路京都西（JR-E02）－丹波口（JR-E03）－二條（JR-E04）

### 曾經存在的路線
西日本旅客鐵道
東海道本線貨物支線（山陰連絡線，沒有旅客運行）
梅小路（（貨）京都貨物）－丹波口

## 外部連結
- 丹波口｜車站資訊：JR出門網 - 西日本旅客鐵道